# Віцо Зелькович
Віцо Зелькович (босн. Vico Zeljković, серб. кир.: Вицо Зељковић; нар. 12 листопада 1988) — боснійський бізнесмен і футбольний функціонер сербського походження.

## Біографія
Віцо Зелькович народився в Градишці. З 19 червня 2018 року до 6 серпня 2020 року був президентом боснійського клубу Прем'єр-ліги «Борац» (Баня-Лука).
З 24 січня 2020 року був президентом Футбольної асоціації Республіки Сербської, а також був виконавчим Футбольної асоціації Боснії та Герцеговини (N/FSBiH).
16 березня 2021 року став президентом Футбольної асоціації Боснії та Герцеговини. У вересні 2022 року федерація погодилася на товариський матч із збірною Росією, що була виключена зі змагань УЄФА, що викликало серйозний конфлікт всередині країни.

## Особисте життя
Зелькович є племінником боснійського сербського політика Мілорада Додіка.